# 30-ті

## Події

### У Римській імперії
До 37 року імператором був Тиберій Клавдій Нерон. Надалі імператором став Калігула. У 35 році римські війська захопили Вірменію.
За християнською традицією на початок 30-х років приходиться проповідування Ісуса Христа в Палестині та його подальша страта близько 29-33 років. 

## Народились
- 32 - Отон, римський імператор
- 39 - Тит Флавій Веспасіан, римський імператор